# Johann Georg Thomschansky
Johann Georg Thomschansky (ur. 1671 we Wrocławiu, zm. między 7 a 13 lipca 1727 we Wrocławiu) – wrocławski malarz niemiecki. 
Był głównie portrecistą ale malował również obrazy religijne: Święty Paweł (1711, kolekcja prywatna) i Święty Franciszek (1711, kolekcja prywatna) oraz historyczne: cykl sześciu malowideł Historia Aleksandra Macedońskiego wykonanych na podstawie rycin Charles'a le Bruna dla jednego ze śląskich pałaców (1714) oraz Apoteoza cesarza Leopolda I wykonany dla Sali Rady w ratuszu wrocławskim (1705, zaginiony). 

## Twórczość i styl

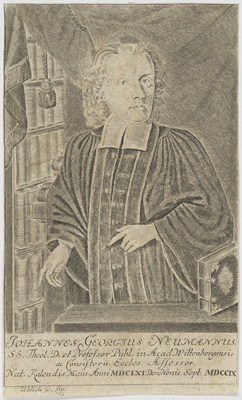
Portret Caspara Nevmanna (1711)

Do wykonania portretów posługiwał się charakterystycznymi, gęstymi impastami, dzięki czemu uzyskiwał rozbicie faktury malarskiej. Wykonał portrety cesarzy Leopolda I, Józefa I i Karola VI. Portretował szlachtę i arystokrację oraz osobistości wrocławskich, duchownych i pedagogów: 
- Portret Dorothey Elisabeth von Hessen,
- Portret Eberharda Ludwiga IV,
- Portret Johanna Adama Posadowsky'ego,
- Portret Johanna Adriana von Plenckena
- Portret Christiana Schmidta[2],
- Portret Gottloba Krantza[3]',
- Portret Caspara Neumanna[4],
- Portret Christiana Gruphiusa,
- Portret Georga Teubnera ,
- Portret Johanna Wernera - 1711
- Portret Johanna Kretschmera - 1709, owal 79 × 63, Muzeum Narodowe we Wrocławiu;